# Campeonato de Primera División 1954 (Argentina)
El Campeonato de Primera División 1954, fue la vigésima cuarta temporada y el vigésimo sexto certamen de la era profesional de la Primera División de Argentina de fútbol. Se disputó desde el 4 de abril al 14 de noviembre, en dos ruedas de todos contra todos. 
El campeón fue el Club Atlético Boca Juniors, que se consagró luego de diez años sin títulos, con la dirección técnica de Ernesto Lazzatti, obteniendo así lo que sería su único campeonato en esa década. 
El Club Atlético Banfield descendió a Primera B, al haber ocupado el último lugar en la tabla de posiciones.

## Ascensos y descensos
| Pos | Equipo ascendido |
| --- | ---------------- |
| 1º  | Tigre            |

| Pos | Equipo descendido en la temporada 1953 |
| --- | -------------------------------------- |
| 16º | Estudiantes (LP)                       |

## Equipos
| Equipo             | Ciudad       |
| ------------------ | ------------ |
| Banfield           | Banfield     |
| Boca Juniors       | Buenos Aires |
| Chacarita Juniors  | Villa Maipú  |
| Ferro Carril Oeste | Buenos Aires |
| Gimnasia y Esgrima | La Plata     |
| Huracán            | Buenos Aires |
| Independiente      | Avellaneda   |
| Lanús              | Lanús        |
| Newell's Old Boys  | Rosario      |
| Platense           | Buenos Aires |
| Racing Club        | Avellaneda   |
| River Plate        | Buenos Aires |
| Rosario Central    | Rosario      |
| San Lorenzo        | Buenos Aires |
| Tigre              | Victoria     |
| Vélez Sarsfield    | Buenos Aires |

### Distribución geográfica de los equipos
| Región                 | Cant. | Equipos                                                                                         |
| ---------------------- | ----- | ----------------------------------------------------------------------------------------------- |
| Ciudad de Buenos Aires | 7     | Boca Juniors, Ferro Carril Oeste, Huracán, Platense, River Plate, San Lorenzo y Vélez Sarsfield |
| Conurbano bonaerense   | 6     | Banfield, Chacarita Juniors, Independiente, Lanús, Racing Club Y Tigre                          |
| Ciudad de Rosario      | 2     | Newell's Old Boys y Rosario Central                                                             |
| Ciudad de La Plata     | 1     | Gimnasia y Esgrima                                                                              |

## Tabla de posiciones final
| Pos. | Equipo                  | Pts. | PJ | PG | PE | PP | GF | GC | Dif. |
| ---- | ----------------------- | ---- | -- | -- | -- | -- | -- | -- | ---- |
| 1.º  | Boca Juniors            | 45   | 30 | 21 | 3  | 6  | 60 | 26 | 34   |
| 2.º  | Independiente           | 41   | 30 | 15 | 11 | 4  | 61 | 29 | 32   |
| 3.º  | River Plate             | 38   | 30 | 16 | 6  | 8  | 56 | 37 | 19   |
| 4.º  | Platense                | 33   | 30 | 10 | 13 | 7  | 54 | 50 | 4    |
| 5.º  | Lanús                   | 33   | 30 | 11 | 11 | 8  | 45 | 51 | −6   |
| 6.º  | Ferro Carril Oeste      | 32   | 30 | 8  | 16 | 6  | 42 | 41 | 1    |
| 7.º  | San Lorenzo             | 31   | 30 | 12 | 7  | 11 | 58 | 48 | 10   |
| 8.º  | Chacarita Juniors       | 29   | 30 | 10 | 9  | 11 | 37 | 40 | −3   |
| 9.º  | Vélez Sarsfield         | 28   | 30 | 10 | 8  | 12 | 50 | 47 | 3    |
| 10.º | Racing Club             | 27   | 30 | 10 | 7  | 13 | 42 | 54 | −12  |
| 11.º | Newell's Old Boys       | 26   | 30 | 9  | 8  | 13 | 49 | 55 | −6   |
| 12.º | Rosario Central         | 26   | 30 | 9  | 8  | 13 | 45 | 52 | −7   |
| 13.º | Tigre                   | 26   | 30 | 11 | 4  | 15 | 42 | 50 | −8   |
| 14.º | Gimnasia y Esgrima (LP) | 24   | 30 | 8  | 8  | 14 | 48 | 71 | −23  |
| 15.º | Huracán                 | 23   | 30 | 5  | 13 | 12 | 46 | 59 | −13  |
| 16.º | Banfield                | 18   | 30 | 6  | 6  | 18 | 33 | 58 | −25  |

|  | Campeón.                        |
|  | Relegado a la Segunda División. |

## Descensos y ascensos
Banfield descendió a Primera B, siendo reemplazado por Estudiantes (LP) para el Campeonato de Primera División 1955.

## Goleadores
| Jugador              | Jugador         | Goles | Equipo                  |
| -------------------- | --------------- | ----- | ----------------------- |
| Bandera de Paraguay  | Ángel Berni     | 19    | San Lorenzo             |
| Bandera de Argentina | José Borello    | 19    | Boca Juniors            |
| Bandera de Argentina | Norberto Conde  | 19    | Vélez Sarsfield         |
| Bandera de Argentina | Raúl Gutiérrez  | 17    | Gimnasia y Esgrima (LP) |
| Bandera de Argentina | Rodolfo Micheli | 16    | Independiente           |